# Фотосенсибилизация
Фотосенсибилизация — явление повышения чувствительности организма (чаще кожи и слизистых оболочек) к действию ультрафиолетового или видимого излучений. Некоторые химические вещества (в том числе лекарственные средства — некоторые антибиотики, сульфаниламиды, тетрациклины, фторхинолоны и др.) и/или продукты их превращения в организме, накапливаясь в кожных покровах, являются причиной фотоаллергических, фототоксических и воспалительных процессов на участках кожи, подвергшихся световому (обычно солнечному) облучению. Эффект фотосенсибилизации используется для лечения некоторых заболеваний кожи, в том числе рака (Фотодинамическая терапия).
Фотосенсибилизаторы вызывают два типа реакций — фототоксические реакции и фотоаллергии. Фотоаллергия возникает, когда УФ-излучение химически изменяет вещество, оказавшееся на коже, так, что оно начинает вызывать аллергию. Фотоаллергия возникает примерно через полчаса после начала воздействия УФ-излучения и затем распространяется на закрытые от облучения участки кожи. Фотоаллергию часто вызывают эндогенные (желчные кислоты, холестерол, билирубин, гематопорфирины) и экзогенные вещества (эозин, риванол, хинин, акридин, сульфаниламиды). А также косметика и парфюмерия, содержащая мускус, амбру, масла апельсина, бергамота и лимона, некоторые антибактериальные агенты, а также лекарственные средства, например, ибупрофен.